# Compartiendo el destino
Compartiendo el destino es una serie juvenil de Tigritos Productions en el año 2000 para Venevisión. La historia se emitía dentro del programa La Fiesta y era totalmente en vivo con público en el estudio: era emitida a las 6 de la tarde en simultáneo con La Calle de los Sueños, otra serie juvenil del momento. Fue protagonizada por Georgina Palacios, Milena Torres y Jimmy Quijano.

## Elenco
- Georgina Palacios
- Milena Torres  como Ángela
- Jimmy Quijano  como Fernando
- Patricia Schwarzgruber
- Pedro De Armas
- Manuel Martínez  como Diego
- Zywia Castrillo  como Jessica
- Yerling Hostos
- Yessi Gravano  como María José
- Merly Borrás  como Tibisay
- Vivian Huguett  como Belén
- Lucía Gomes
- Gabriel Blanco  como Juan Carlos
- Claudia Ciulla
- Miguel Ángel Andújar
- Jefferson Piñero
- José Rafael Ingraffia
- Ralda Mudarra
- Romina Gentilini
- Karla Meneses
- Cinthia Carmona
- Candy Montesinos
- Héctor Moreno  como Armando
- Wilmer Machado
- Mayra Africano cómo Esperanza
- José Zambrano como Augusto
- Patricia Oliveros
- María Elena Coello como Carlota